# Bjarne Stroustrup
Bjarne Stroustrup ([ˈbjɑːnə ˈsdʁʌʊ̯ˀsdʁɔb], ur. 30 grudnia 1950 w Aarhus) – duński informatyk, profesor Texas A&M University, twórca języka programowania C++.
Stroustrup ma tytuł cand. scient. (duński odpowiednik magistra) z matematyki i informatyki (1975) z Uniwersytetu w Aarhus, oraz doktora informatyki (1979) z Uniwersytetu w Cambridge (Anglia). Do 2002 pracował w Laboratorium Badań Programistycznych AT&T. Stroustrup jest empirystą, a także wielkim miłośnikiem historii i historii filozofii.

## Nagrody i wyróżnienia
- 1990 – uznany przez magazyn Fortune za jednego z 12 najlepszych młodych naukowców USA[1]
- 1993 – otrzymał tytuł „ACM Fellow”
- 1993 – ACM (Association for Computing Machinery) przyznaje mu nagrodę im. Grace Murray Hopper za prace nad C++
- 1995 – uznany przez magazyn Byte za jednego z 20 najbardziej wpływowych ludzi w historii informatyki
- 1996 – Stroustrup mianowany „AT&T Fellow”: „za fundamentalne działania na rzecz rozwoju języków programowania i programowania zorientowanego obiektowo, skumulowane w języku C++”
- 1998 – Stroustrup mianowany „ACM Fellow”: „za swoje prace nad podstawami języka C++. Dzięki tym podstawom i dalszym wysiłkom doktora Stroustrupa C++ stał się jednym z najważniejszych języków programowania w historii informatyki”
- 2004 – nagroda National Academy of Engineering, 2004
- 2004 – nagroda IEEE Computer Society 2004 Computer Entrepreneur Award
- 2005 – otrzymał tytuł „IEEE Fellow”

## Książki
- The C++ Programming Language – Addison-Wesley Pub Co
  - wydanie polskie: Język C++, Wydawnictwa Naukowo-Techniczne 1994, 2000 i 2002
- The Design and Evolution of C++ – Addison-Wesley Pub Co; 1st edition (March 29, 1994), ISBN 0-201-54330-3.
  - wydanie polskie: Projektowanie i rozwój języka C++, Wydawnictwa Naukowo-Techniczne 1996, ISBN 83-204-2042-3 (tłum. Jowita Koncewicz-Krzemień).
- The Annotated C++ Reference Manual (współautorstwo z Margaret A. Ellis); Addison-Wesley Pub Co; (1 stycznia 1990), ISBN 0-201-51459-1.
- C++ In-Depth Box Set (pozostali współautorzy: Andrei Alexandrescu, Andrew Koenig, Stanley B. Lippman, Herb Sutter i Barbara E. Moo); Addison Wesley; (2000), ISBN 0-201-77581-6.
- Programming: Principles and Practice Using C++ – Addison-Wesley
  - wydanie polskie: Programowanie w C++. Teoria i praktyka, wydawnictwa Helion.
  - Programowanie. Teoria i praktyka z wykorzystaniem C++. Wydanie II poprawione, wydawnictwa Helion ISBN 978-83-246-7720-7.